# Echter Baldrian
Echter Baldrian, auch Arzneibaldrian oder Großer Baldrian (Valeriana officinalis), oft auch nur Baldrian genannt, ist eine Pflanzenart aus der Gattung der Baldriane (Valeriana) innerhalb der Familie der Geißblattgewächse (Caprifoliaceae). Wie alle Pflanzen der Unterfamilie Valerianoideae ist der Echte Baldrian eine Pflanze mit radiärsymmetrischen Blüten und terpenoiden ätherischen Ölen. Nahe Verwandte vom Echten Baldrian sind der Echte Speik und der Weidenblättrige Baldrian.

## Beschreibung

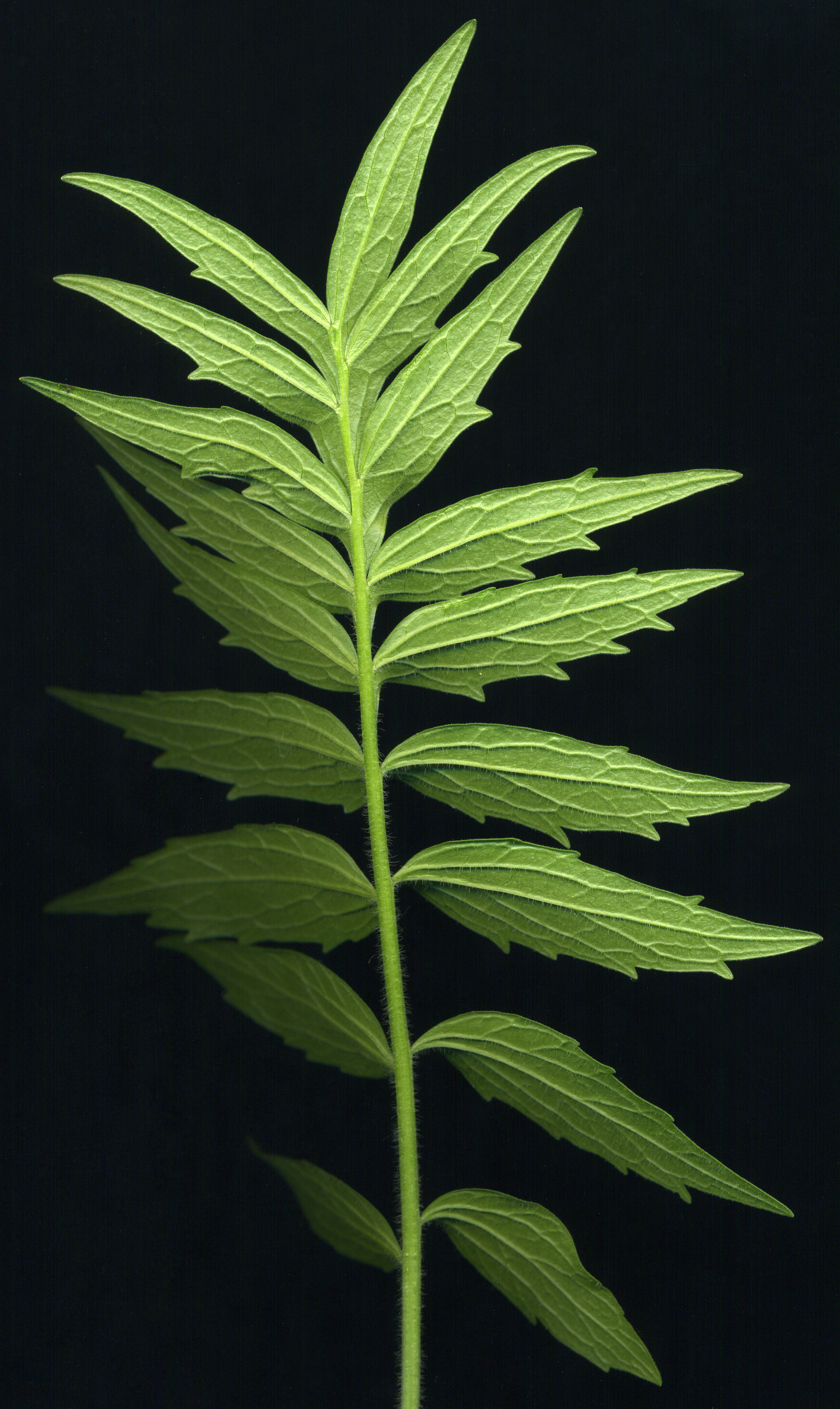
Gefiedertes Laubblatt, Unterseite

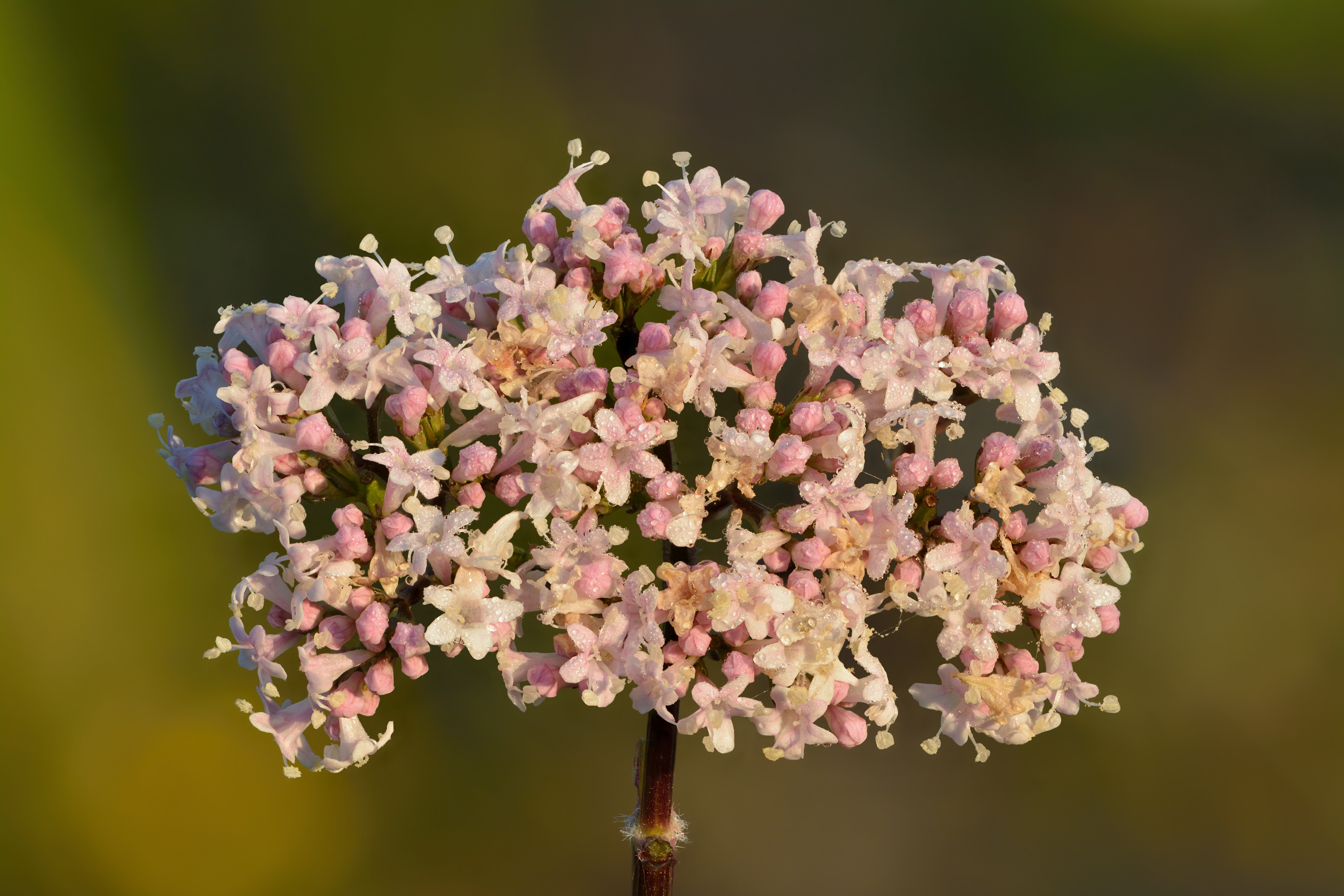
Blütenstand

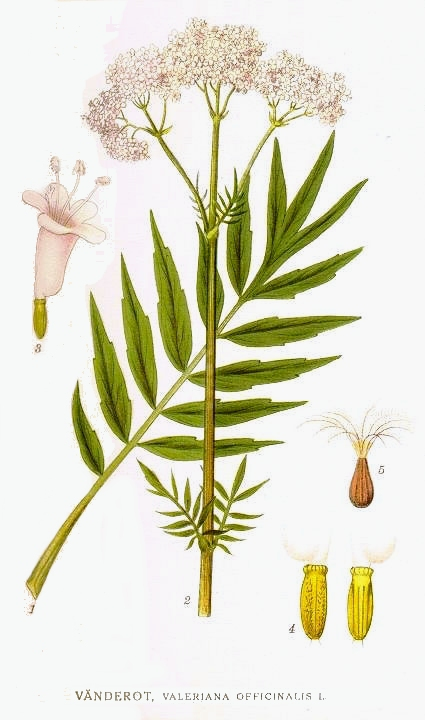
Illustration

### Vegetative Merkmale
Echter Baldrian ist eine ausdauernde krautige Pflanze und erreicht Wuchshöhen von 1 bis 2 Metern. Als Überdauerungsorgane bildet er Rhizome aus. Der hohle Stängel ist rippig und meist kahl.
Von den sattgrünen, gegenständigen und unpaarig gefiederten Laubblättern, mit teils behaarter, rinniger oder kurz geflügelter Rhachis, mit einer Länge von etwa 20 Zentimetern sind die unteren gestielt, die oberen sitzend. Die bis zu 23 sitzenden, spitzen und oberseits kahlen, unterseits teils leicht behaarten Blättchen sind eiförmig oder eilanzettlich, ganzrandig oder ungleich grob gesägt, gezähnt bis gelappt. Die Blattstiele sind oft stängelumfassend.

### Generative Merkmale
Der Echte Baldrian ist gynodiözisch. In endständigen, schirmrispigen Blütenständen sind viele Blüten, mit eilanzettlichen Deckblättern, dicht angeordnet. Die Blüte entfaltet einen starken süßlichen Geruch. Die meistens zwittrigen oder funktionell weiblichen Blüten, auf verschiedenen Pflanzen, sind bei einem Durchmesser von 4 bis 5 Millimetern radiärsymmetrisch. Der Kelch ist zu einem kleinen, eingerollten Rand verwachsen. Die oft leicht gespornte Krone ist trichterförmig mit fünf kurzen Lappen. Die Blütenfarben sind hellrosafarben bis weiß mit purpurfarbenen Strichsaftmalen, die später verblassen. Bei den weiblichen Blüten sind Staminodien vorhanden. Die zwittrigen Blüten sind protandrisch. Die Blütezeit reicht von Mai bis Juli.
Die bis 4 Millimeter langen, nur 0,5 Milligramm schweren Nüsse (Achänen) besitzen einen federigen, hygroskopischen, hinfälligen Haarkranz (Pappus).
Die Chromosomenzahl beträgt 2n = 12 oder 14.

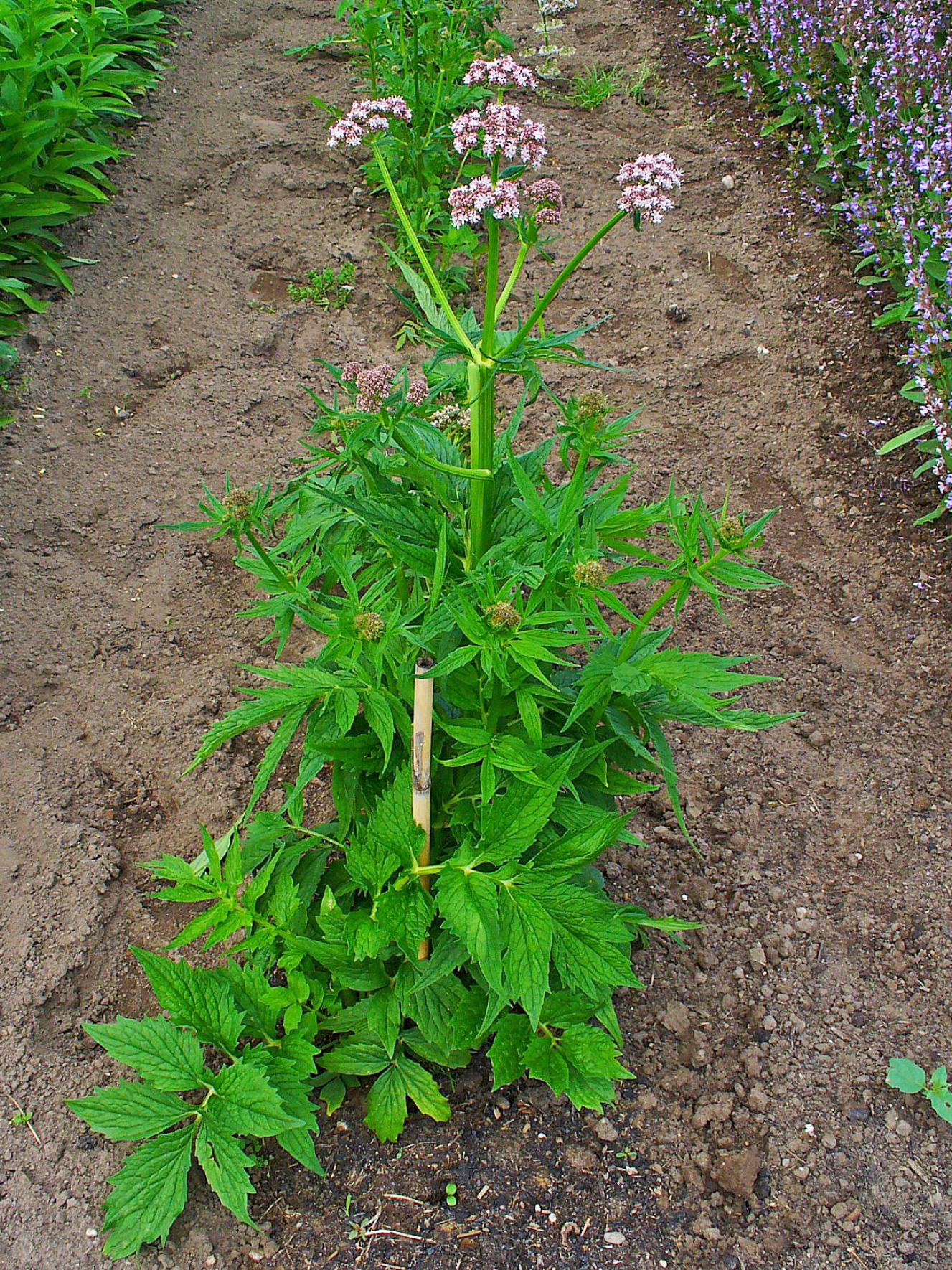
Baldrian, Habitus

## Ökologie
Beim Echten Baldrian handelt es sich um einen helomorphen, hygromorphen Hemikryptophyten. Die vegetative Vermehrung erfolgt durch kurze Ausläufer; der Echte Baldrian ist dadurch ein Kriechpionier.
Blütenökologisch handelt es sich um kleine, asymmetrische, vormännliche „Trichterblumen“. Neben Pflanzenexemplaren mit zwittrigen Blüten kommen auch rein weibliche vor (gynodiözisch). Das Nektarium befindet sich in einer Aussackung der Kronröhre (Sporn). Bestäuber sind verschiedene Zweiflügler, Bienen und Tagfalter. Der Echte Baldrian ist selbststeril, es findet keine spontane Selbstbestäubung statt.
Der Pappus rollt sich bei Feuchtigkeit ein. Die Früchte breiten sich als Schirmchenflieger aus und besitzen eine Sinkgeschwindigkeit von 28 Zentimeter/Sekunde. Daneben erfolgt eine Ausbreitung als Wasserhafter und Schwimmausbreitung.

## Vorkommen
Der Echte Baldrian kommt in weiten Teilen Europas außer Portugal und Westasien vor. Das Verbreitungsgebiet erstreckt sich weiter ostwärts bis Sibirien und Russlands Fernem Osten, Korea, China, Taiwan und Japan.
Baldrian ist frostbeständig und gedeiht in Sonne oder Halbschatten in fast jedem Boden. Als Feuchtbodenpflanze verträgt er auch gelegentliche Überschwemmungen und kommt daher in der freien Natur häufig auf Wiesen entlang von Gewässerläufen vor. Er kommt in Gesellschaften des Filipendulion, besonders im Veronico longifoliae-Euphorbietum palustris vor.

## Systematik
Valeriana officinalis wurde 1753 von Carl von Linné in Species Plantarum erstveröffentlicht. Synonyme für Valeriana officinalis L. sind Valeriana alternifolia Bunge, Valeriana baltica Pleijel, Valeriana chinensis Kreyer ex Komarov, Valeriana coreana Briq., Valeriana dageletiana Nakai ex F.Maek., Valeriana dubia Bunge, Valeriana exaltata J.C.Mikan, Valeriana fauriei Briq., Valeriana leiocarpa Kitag., Valeriana nipponica Nakai ex Kitag., Valeriana pseudofficinalis C.Y.Cheng & H.B.Chen,Valeriana stubendorfii Kreyer ex Kom., Valeriana subbipinnatifolia A.I.Baranov und Valeriana tianschanica (Kreyer) ex Hand.-Mazz.
Der Echte Baldrian (Valeriana officinalis L.) wird oft mit anderen, nahe verwandten und schwer zu unterscheidenden Arten zu einer Artengruppe „Valeriana officinalis agg.“ zusammengefasst. In diese Gruppe gehören:
- Valeriana armena P.A.Smirn.: Sie kommt im Kaukasusraum, in Aserbaidschan, Armenien, Georgien und in der Ukraine vor.[8]
- Valeriana colchica Utkin: Sie kommt in Georgien und im Kaukasusraum vor.[8]
- Valeriana excelsa Poir.: Mit den Unterarten:
  - Valeriana excelsa Poir. subsp. excelsa (Syn.: Valeriana procurrens Wallr., Valeriana repens Host): Sie kommt in Portugal, Frankreich, Belgien, Luxemburg, Deutschland, in der Schweiz, Österreich und in Tschechien vor.[8] In den Allgäuer Alpen steigt sie in Bayern bei Breitengehren am Großen Seekopf bis zu einer Höhenlage von 1800 Metern auf.[9] Die Chromosomenzahl ist 2n = 56.[3]
  - Valeriana excelsa subsp. salina (Pleijel) Hiitonen
  - Valeriana excelsa subsp. sambucifolia (Pohl) Holub (Syn.: Valeriana sambucifolia Pohl)
  - Valeriana excelsa subsp. versifolia (Brügger) Buttler et al. (Syn.: Valeriana versifolia Brügger): Sie kommt in Frankreich, Deutschland, in der Schweiz, in Italien, in Österreich und in Liechtenstein vor. Man findet sie besonders in Hochstaudenfluren des Verbands Adenostylion.[3] Die Chromosomenzahl ist 2n = 56.[3] In den Allgäuer Alpen steigt sie in Bayern am Südostgrat der Höfats bis zu einer Höhenlage von 2150 Metern auf.[9]
- Valeriana hispidula Boiss.: Sie kommt in Spanien und in Frankreich vor.[8]
- Valeriana officinalis L.: Mit zwei Unterarten:
  - Valeriana officinalis L. subsp. officinalis (Syn.: Valeriana exaltata Pohl)
  - Valeriana officinalis subsp. nemorensis (B.Turk) F.Martini & Soldano: Sie kommt in Italien, Slowenien und Kroatien vor.[8]
- Valeriana pratensis Dierb. (Syn.: Valeriana officinalis subsp. collina (Wallr.) Nyman, Valeriana collina Wallr., nom. illeg.): Sie kommt in Deutschland, Österreich und Liechtenstein vor.[8] Es gibt zwei Unterarten:
  - Valeriana pratensis Dierb. subsp. pratensis
  - Valeriana pratensis subsp. franconica Meierott & T.Gregor: Sie kommt in Deutschland vor.[8]
- Valeriana rossica P.A.Smirn.
- Valeriana stolonifera Czern.: Mit den Unterarten:
  - Valeriana stolonifera Czern. subsp. stolonifera: Sie kommt nur in der Ukraine vor.[8]
  - Valeriana stolonifera subsp. angustifolia Soó (Syn.: Valeriana wallrothii Kreyer): Sie ist in Europa weit verbreitet.[8]
- Valeriana wolgensis Kazak.: Sie kommt in Russland, in der Ukraine und in Belarus vor.[8]

## Namenserklärung
Der botanische lateinische Gattungsname Valeriana stammt von Valeria, eine römische Provinz im heutigen westlichen Ungarn (Pannonia Valeria inferiore).

## Trivialnamen
Der deutsche Trivialname Baldrian ist abgeleitet von mittellateinisch valeriana und eventuell volksetymologisch angelehnt an den Namen des nordischen Lichtgottes Balder. Im Volksmund heißt der Gemeine Baldrian auch Katzenkraut, Stinkwurz, Hexenkraut, Augenwurzel, Augenwurz, Mondwurz, Bullerjan, Tolljan, Katzenwargel, Theriakswurz und Denmark sowie Dennenmark.

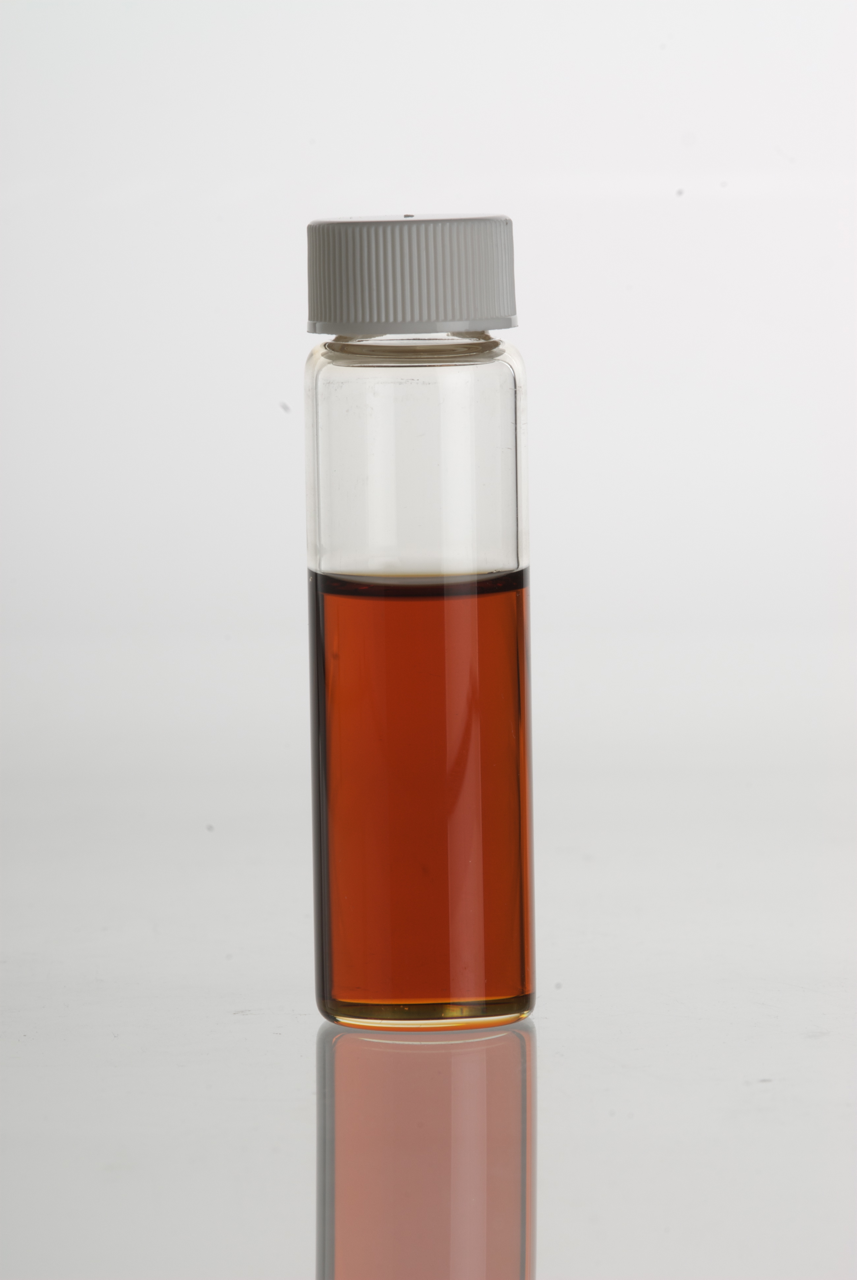
Das ätherische Öl des Echten Baldrian (Valerianae oleum)

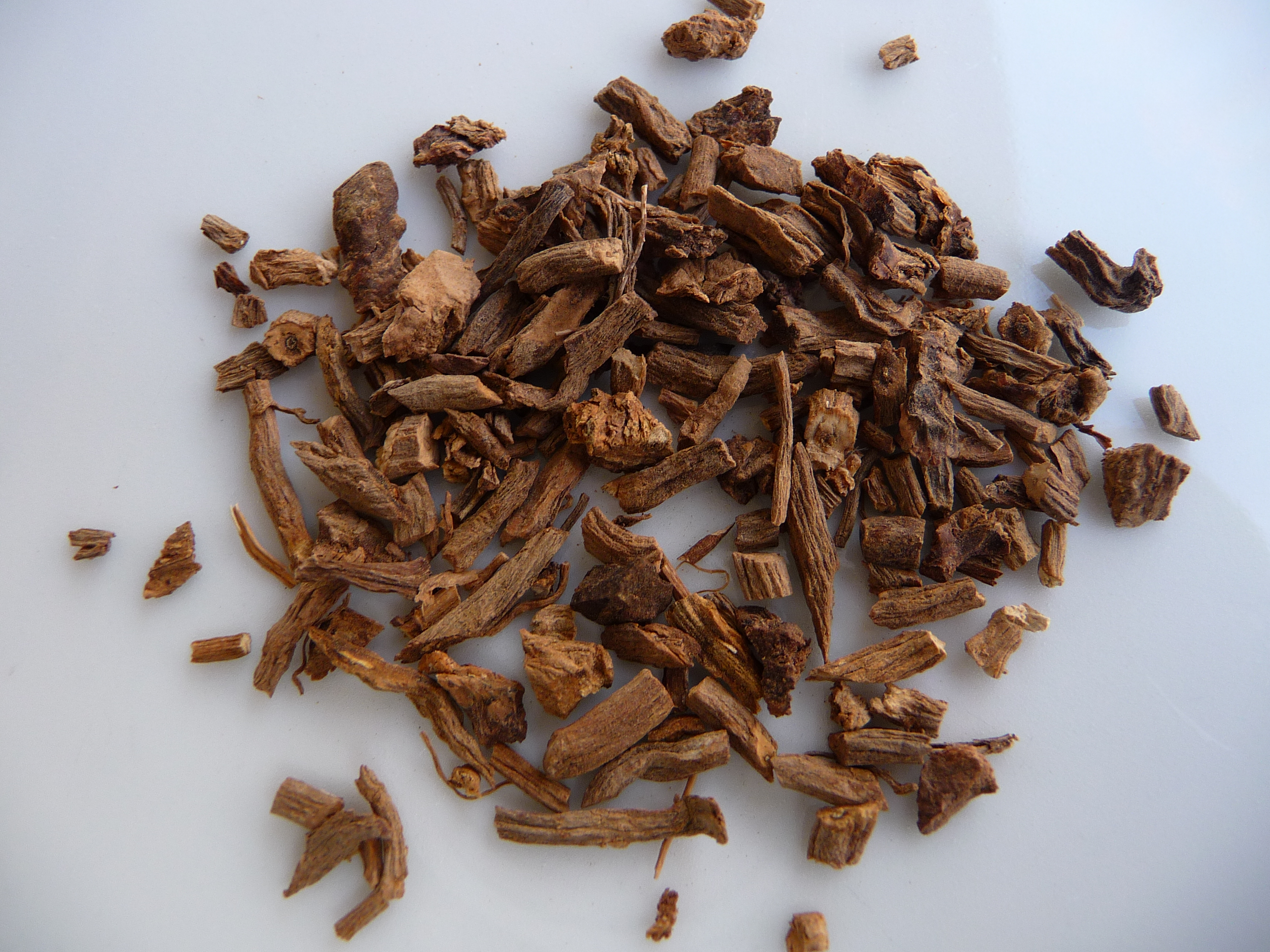
Echter Baldrian in Form der Wurzeldroge (Valerianae radix)

## Inhaltsstoffe
Baldrian enthält unter anderem ätherisches Öl (neben Valerensäure unter anderem auch die Isovaleriansäure, die für den charakteristischen Geruch des Wurzelstocks verantwortlich ist), Valepotriate und Alkaloide. Das Flavonoid Linarin hat sedierende Wirkung und ist mit für die Hauptwirkung auf den Menschen verantwortlich.
Das Alkaloid Actinidin ist der Grund, weshalb Baldrian ein Lockstoff für Katzen ist, ähnlich wie Katzenminze.
Die Wirkstoffe sind je nach Herkunft unterschiedlich zusammengesetzte ätherische Öle mit Bornylacetat und Bornylisovalerianat als Hauptkomponenten. Diese sind auch verantwortlich für den typischen Baldriangeruch, der beim Trocknen der Droge auftritt. Weil dieser Geruch dem Lockduft läufiger Katzen ähnelt, werden Kater davon angelockt. Weitere Inhaltsstoffe sind Valeranon, Caryophyllen, Camphen und weitere Mono- und Sesquiterpene, Sesquiterpencarbonsäuren wie die Valerensäuren, Valepotriate (Iridoide) mit Valtrat und Isovaltrat. Wegen der Instabilität dieser Verbindungen sind in Extrakten und Tinkturen z. T. nur deren Abbauprodukte, die sogenannten Baldrinale, nachweisbar. Auch Aminosäuren und in geringer Menge Lignane und Pyridinalkaloide wurden als Inhaltsstoffe gefunden.

## Verwendung in der Heilkunde
Als pharmazeutische Droge dienen die getrockneten unterirdischen Pflanzenteile. Die Baldrianwurzel (Valerianae radix oder Radix Valerianae) ist eines der bekanntesten pflanzlichen Beruhigungsmittel. Nachgesagt wird ihr unter anderem eine Wirksamkeit bei Unruhe- und Angstzuständen, Schlafstörungen, nervös bedingten Herzbeschwerden und krampfartigen Beschwerden im Magen-Darm-Bereich. Am häufigsten kommt der Arznei-Baldrian als Trockenextrakt zum Einsatz. Auch als Badezusatz soll Baldrian beruhigend wirken. Wissenschaftliche Belege für viele dieser Wirkungen fehlen jedoch. So ist unklar, ob Baldrian-Präparate bei Schlafstörungen helfen oder Angstzustände lindern können.
Die geschilderten Heilwirkungen konnten bisher keiner Einzelsubstanz zugeordnet werden, so dass für die Heilwirkung das Zusammenspiel mehrerer Wirkstoffgruppen angenommen werden muss. Es gibt allerdings Hinweise, dass die Lignane mitverantwortlich für die schlaffördernde Wirkung des Baldrians sind. Diese auch als Schlaflignane bezeichneten Olivilverbindungen setzen an den gleichen Rezeptoren im Gehirn (Adenosin-A1-Rezeptoren) an wie das körpereigene Adenosin. Vergleichbar wie Adenosin fördern die Lignane den Schlaf, sie wirken wie ein pflanzliches Adenosin.

### Kombinationspräparate
In vielen Fertigarzneimitteln wird die Baldrianwurzel auch mit anderen Drogen kombiniert, für die eine beruhigende Wirkung vermutet wird z. B. mit Hopfen, Melisse, Passionsblume (offizinell ist Passiflora incarnata), Frauenmantel und Wacholderbeere. Bei der Kombination von Baldrian mit Hopfen ergänzen sich die schlaffördernden Wirkungen ähnlich der körpereigenen Schlafregulatoren Adenosin und Melatonin, denn Hopfen zeigt eine ähnliche Wirkung wie das körpereigene schlafinduzierende Melatonin. In Untersuchungen konnte nachgewiesen werden, dass Hopfenbestandteile an den Melatonin-Rezeptoren binden und dadurch ebenfalls schlafeinleitende Effekte wie z. B. eine Senkung der Körpertemperatur bewirken („pflanzliches Melatonin“).
Eine Studie über die Wirkung der kombinierten Einnahme mit Extrakt aus Echtem Johanniskraut kam zu dem Ergebnis, dass dessen Eigenschaft der Wiederaufnahmehemmung für Serotonin gesteigert wurde. Auch Kombinationspräparate von Johanniskraut, Passionsblume und Baldrian werden angeboten.

## Weitere Verwendungen

### Verwendung in der Küche
Baldrianextrakte werden als Aromastoffe in Nahrungsmitteln wie Gebäck und Speiseeis eingesetzt – vor allem dann, wenn man Apfelgeschmackskomponenten erzielen möchte.
Baldrian ist ein Verwandter des Feldsalats (Valerianella spec. – Kleiner Baldrian). Das frische Frühlingsgrün des Baldrians kann in Salaten mitgegessen werden – er erinnert im Geschmack an Feldsalat, ist sogar etwas zarter. Die Blüten sind gleichfalls genießbar.

### Verwendung in der Duftindustrie
Vor allem während des Trocknungsprozesses strömt die Wurzel des Baldrians den Geruch aus, den Katzen anziehend finden (siehe Katzenminzen). Menschen erinnert der ranzige Geruch dagegen an Limburger Käse und wirkt so eher abstoßend. Er ist so durchdringend, dass die Legende überliefert, der Rattenfänger von Hameln habe Baldrian bei sich getragen, um die Ratten anzulocken. Trotzdem wird Baldrian auch in der Parfümindustrie eingesetzt – in den richtigen Mischungen können damit moschusähnlich-holzige, balsamische Gerüche erzielt werden.

## Kulturelle Bedeutung

### Baldrian im Aberglauben
Bei den nordischen Völkern wurde Baldrian als stark aromatisch riechende Pflanze zum Schutz vor bösen Geistern über die Tür gehängt. Wer Baldrian bei sich trug, galt als unempfindlich gegen Hexenzauber und geschützt vor dem Teufel. Man war auch der Überzeugung, dass sich ein im Zimmer aufgehängtes Baldrianbüschel bewegen würde, sobald eine Hexe das Zimmer beträte. Baldrian in den Bienenkorb gelegt, sollte das Schwärmen der Bienen verhindern und weitere anlocken.
Baldrian taucht auch zusammen mit Bibernelle als geweissagtes Heilmittel in vielen Pestsagen auf:
„Eßt Bibernellen und Baldrian
so geht euch die Pest nicht an“
Baldrian stand in dem Ruf, Zorn zu erregen, wenn er ein wenig gekaut würde. Ein Scharfrichter, der ein für seinen Beruf unübliches weiches Herz hatte, musste deshalb vor jeder Hinrichtung auf dieser Wurzel kauen, um nicht vom Mitleid mit dem zum Tode Verurteilten übermannt zu werden.

### Baldrian in der Kunst
Baldrian erscheint als Pflanze in der christlichen Ikonographie gelegentlich auf Gemälden des späten Mittelalters und der Renaissance, weil man sich so die Narde vorstellte, aus der in der Antike ein kostbares Öl gewonnen wurde. Die Indische Narde (Nardostachys jatamansi), die im Unterschied zu Valeriana officinalis einen angenehmen Duft hat, lieferte das in der alten Welt gesuchte, außerordentlich kostbare Nardenöl. Mit Nardenöl wurden Jesus von Maria, der Schwester Marthas, die Füße gesalbt und als einer seiner Jünger, Judas Iskariot, dies kritisierte, wies Jesus ihn mit den Worten zurück „Lass sie, damit sie es für den Tag meines Begräbnisses tue!“.(Joh 12,1–7 ). Die Darstellung von Baldrian verweist auf diese Salbung und letztlich auf Jesu Leiden und Tod. Baldrian ist daher auf vielen Tafelbildern der Renaissance zu sehen, oft sehr exponiert im Zentrum.
Auch in der Heraldik (Wappenkunst) wird die Narde dargestellt. Im Wappen von Papst Franziskus befindet sich auch eine goldene Nardenblüte, die den heiligen Josef symbolisiert.

## Geschichte
Die Ärzte der europäischen Antike – Dioskurides, Plinius und Galen – berichteten über vier Pflanzen mit dem Namen nardus („Indische Narde“ – „Syrische Narde“ – „Keltische Narde“ – „Berg-Narde“) und über eine ähnlich wie diese „Narden“ wirkende Pflanze mit dem Namen „phu“ (im Mittelalter auch „Fu“ geschrieben). Wegen ihres Wohlgeruchs waren sie insbesondere als Zutaten zu Salben und als Teil der Theriak-Zubereitungen in Gebrauch. Auch wurde ihnen zugeschrieben, dass sie erwärmend und urintreibend wirken, die Monatsblutung befördern und Seitenstechen beseitigen. Über die Medizin im arabischen und lateinischen Mittelalter erreichte diese Tradition die Ärzte des europäischen Nordens. Pflanzen mit den Namen „Narde“ und „phu“ wurden von den Vätern der Botanik als Echter Baldrian („phu“) oder als zur Gattung Valeriana gehörig („Narde“) gedeutet. Das „phu“ deuteten sie als den gemeinen Baldrian, wobei Hieronymus Bock (1539) zwischen einem großen Baldrian (Valeriana phu L.) und einem gemeinen, kleinen Baldrian (Valeriana officinalis L.) unterschied. Bock erwähnte auch noch Valeriana dioica L. als kleinste Baldrian-Art.
- Antike. Spätantike. Pedanios Dioskurides. 1. Jahrhundert. Narde[30] Keltische Narde[31] Berg-Narde[32] Phu[33] --- Plinius der Ältere. 1. Jahrhundert. Keltische Narde[34] Phu[35] --- Galen. 2. Jahrhundert. Nardi spica, Nardus Celtica, Nardus montana[36] Phu[37]
- Arabisches Mittelalter. Avicenna 11. Jahrhundert.[38] --- Konstantin 11. Jahrhundert.[39] --- Ibn al-Baitar 13. Jahrhundert.[40]
- Lateinisches Mittelalter. Circa instans 12. Jahrhundert.[41] --- Pseudo-Serapion 13. Jh.[42] ---  Pseudo-Macer 11. Jahrhundert.[43] --- Deutscher Macer 13. Jahrhundert.[44] --- Hildegard von Bingen 12. Jahrhundert.[45] --- Konrad von Megenberg 14. Jahrhundert.[46] --- Herbarius Moguntinus 1484.[47] --- Gart der Gesundheit 1485.[48] --- Hortus sanitatis 1491.[49]

In der nordeuropäischen Laienmedizin des 15. Jahrhunderts wurden zwei Destillate aus der einheimischen Baldrian-Pflanze (Valeriana officinalis) unterschieden:
1. Ein Destillat aus Baldrian mit aller Substanz (Wurzel und Kraut), im Mai geerntet und gebrannt.
Dem aus der Wurzel (mit dem Kraut) gebrannten Wasser wurde zugeschrieben, dass es Rötungen der Augen lindere, besonders nach dem Besuch des Bades. Auch sei es ein gutes Abwehrmittel gegen ansteckende Krankheiten. Um die Empfehlung der Baldrianwurzel als Augenmittel zu beleuchten, führte Hieronymus Brunschwig in seinem Kleinen Destillierbuch (1500) das Beispiel des Würzburger Goldschmieds Jörg Ziechel an, der seine außergewöhnliche Sehschärfe darauf zurückführte, dass er jeden Morgen Baldrianwurzel in der Menge einer Bohne zu sich nahm.
2. Ein Destillat nur aus der Baldrianwurzel (ohne das Kraut), zwischen 15. August (Mariae Himmelfahrt) und 8. September (Mariae Geburt) zu ernten.
Das nur aus der Wurzel (ohne das Kraut) gebrannte Wasser galt als besonders giftwidrig.
- Neuzeit. Zu Beginn der Neuzeit verglich der Straßburger Chirurg Hieronymus Brunschwig in seinem Kleinen Destillierbuch (1500) die spica nardi wegen ihres guten Geruchs mit dem heimischen Allermannsharnisch. Abgeleitet aus der seit Dioskurides bestehenden Überlieferungstradition berichtete Brunschwig, diese spica nardi sei die edelste Narde, und sie werde von Indien über Kairo oder Alexandria, dann weiter über Genua oder Venedig, in den europäischen Norden importiert. Eine andere Narde werde lateinisch spica romana, deutsch Marien magdalenen blůmen genannt. Sie wachse zwischen Ungarn und Österreich, nicht weit von der Steiermark, und sie ähnele im Geruch der spica nardi. Brunschwig führte noch eine dritte Narden-Art auf, salvinca, spica celtica, katzenleiter genannt, deren Deutung (etwa als Echter Speik) ebenso wie die Deutung von Spica romana als Echter Speik[59] spekulativ ist.[60]

Die Verwendung des Gemeinen Baldrians in der Medizin war auch zwischen dem 16. und 20. Jahrhundert abgeleitet von der Diokurides-Überlieferung der Wirkungen des „phu“:   „Treibt den Harn, legt das Seitenstechen; bringt die Monatsblutung; ist ein Theriak wider Gift und Pestilenz; beseitigt die Würmer im Bauch der Kinder.“ Eine weitere Indikation wurde Ende des 16. Jahrhunderts durch den italienischen Botaniker Fabio Colonna hinzugefügt. Colonna litt an Epilepsie und er suchte in den Kräuterbüchern der Antike nach einem Heilmittel für diese Krankheit. Er glaubte, dieses Heilmittel im „phu“ des Dioskurides gefunden zu haben. Noch 1874 beschrieb der Pharmakologe Hermann Hager die Indikationen des Gemeinen Baldrians: „[Baldrianwurzel wird] in Gaben von 0,5 – 2,0 g als krampfstillendes, antiepileptisches, wurmwidriges Mittel, besonders bei hysterischen Leiden angewendet.“
- 16. Jahrhundert. Otto Brunfels 1532 --- Hieronymus Bock 1539 --- Leonhart Fuchs 1543 --- Mattioli / Handsch / Camerarius 1586 --- Tabernaemontanus 1588 --- Fabio Colonna1592
- 17. bis 18. Jahrhundert. Nicolas Lémery 1699/1721 --- Dictionnaire universel de Médecine 1748 --- Onomatologia medica completa 1755 --- William Cullen 1789/90
- 19. bis 20. Jahrhundert. Jean-Louis Alibert 1804/05 Hecker 1814/15 Encyclopédie méthodique 1830 Philipp Lorenz Geiger 1830 Encyclopädisches Wörterbuch 1846 Pereira / Buchheim 1846/48 August Husemann / Theodor Husemann 1871 Theodor Husemann 1883 Alexander Tschirch 1912 Wolfgang Schneider 1974
- Arzneibücher. Preußische Pharmacopoé 1805 Pharmacopoea Borussica 1828 Preussische Pharmacopoe 1848 Pharmacopoea Germanica 1873

### Historische Abbildungen

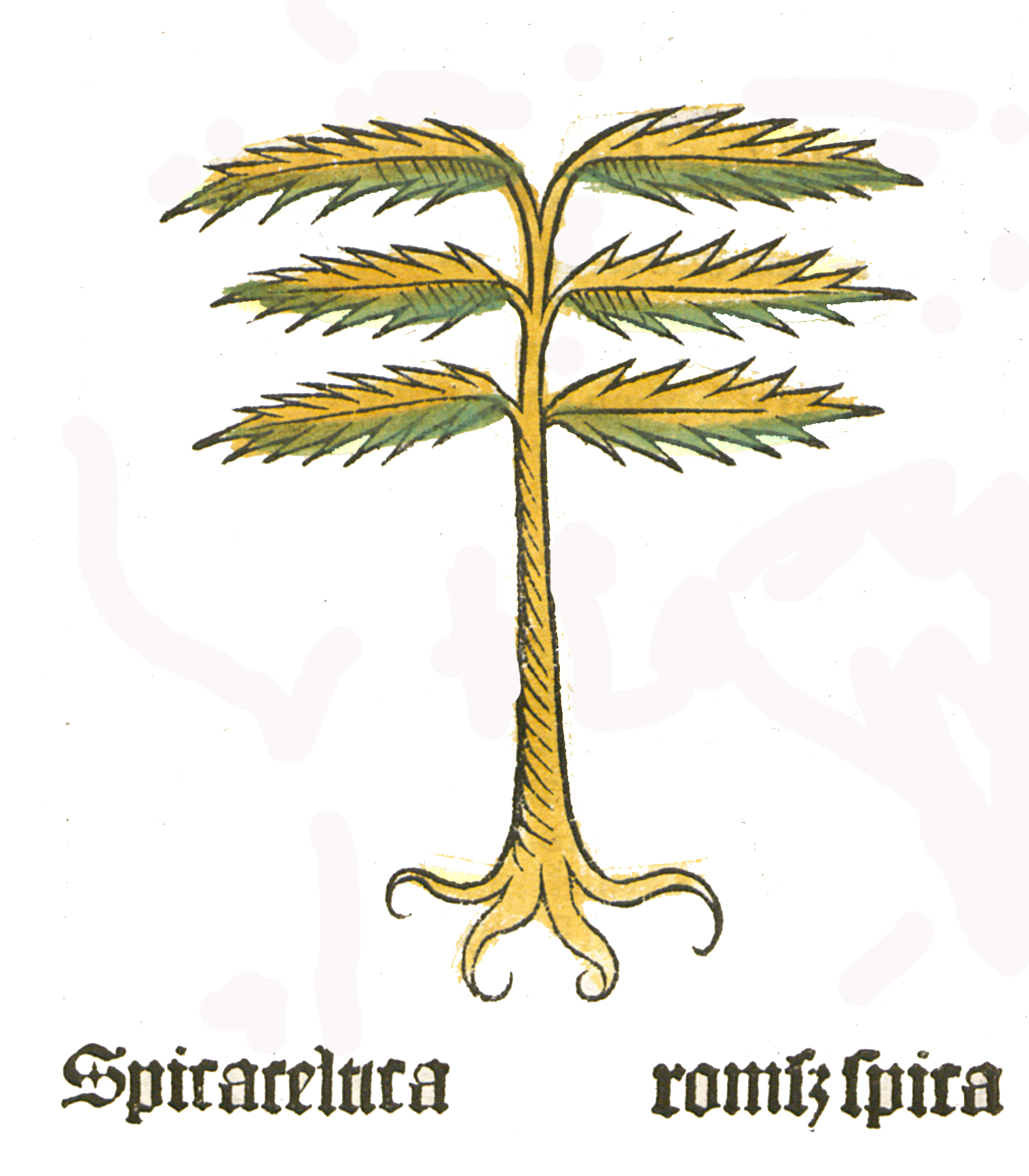
Herbarius Moguntinus 1484
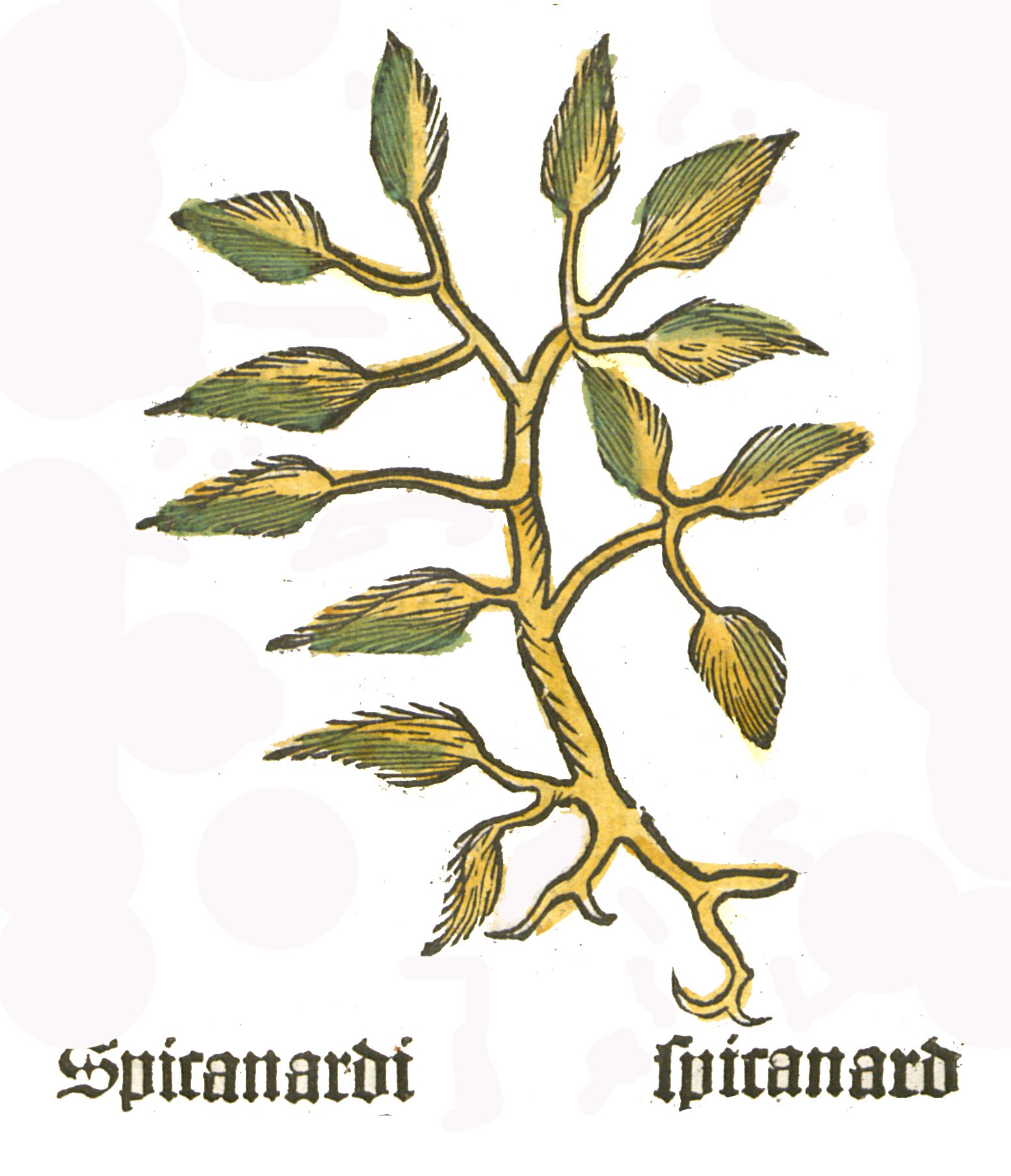
Herbarius Moguntinus 1484
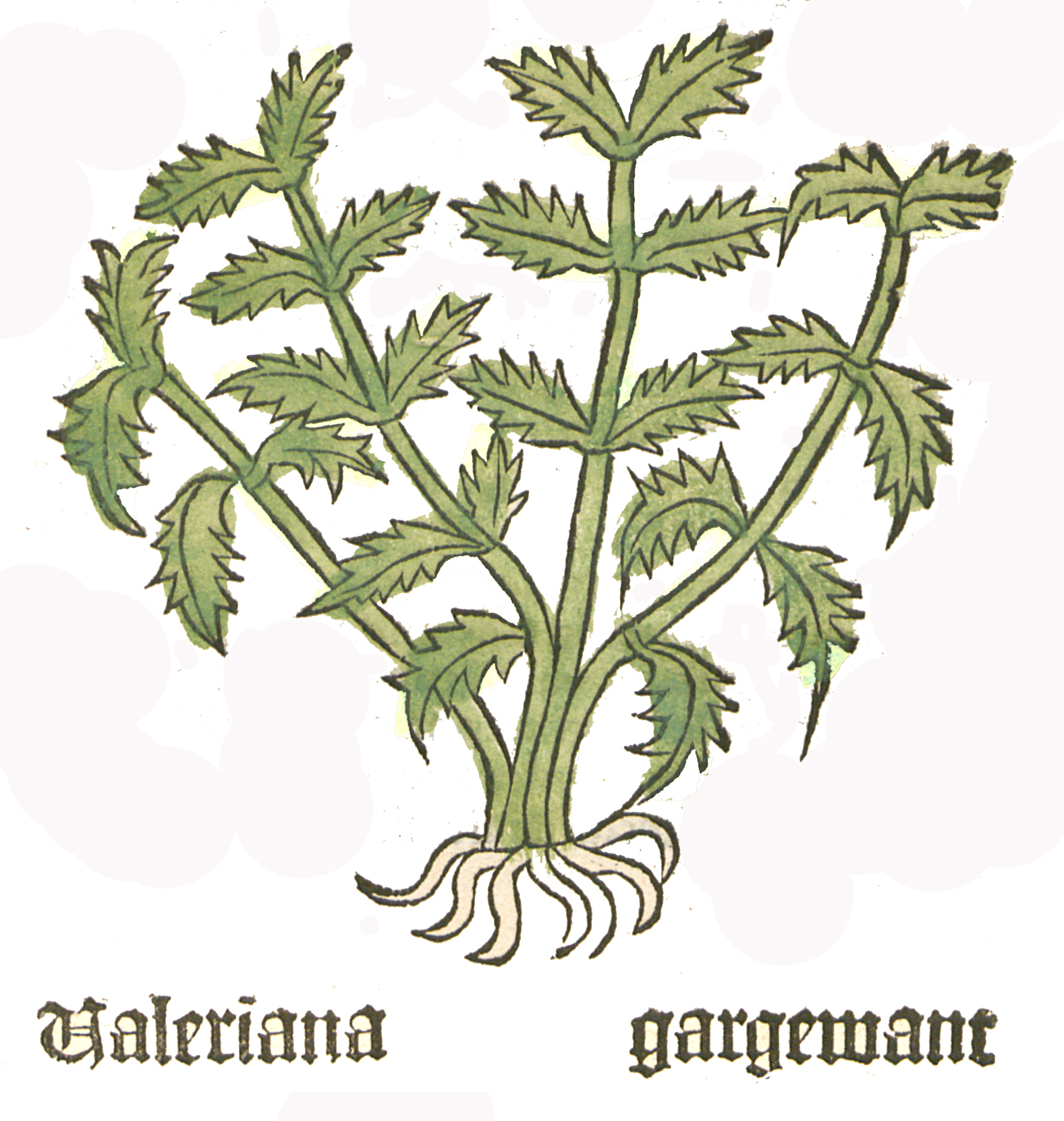
Herbarius Moguntinus 1484
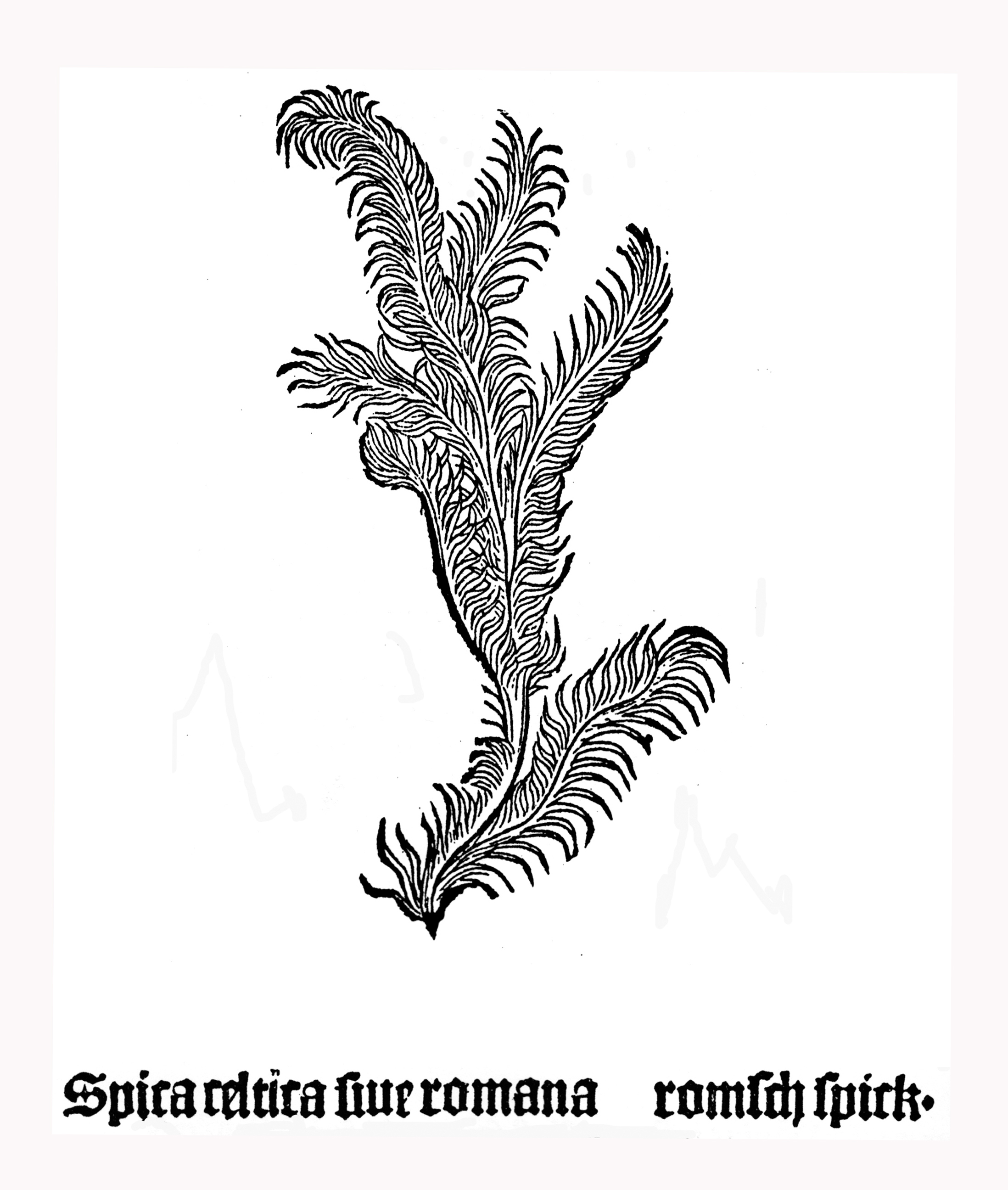
Gart der Gesundheit 1485
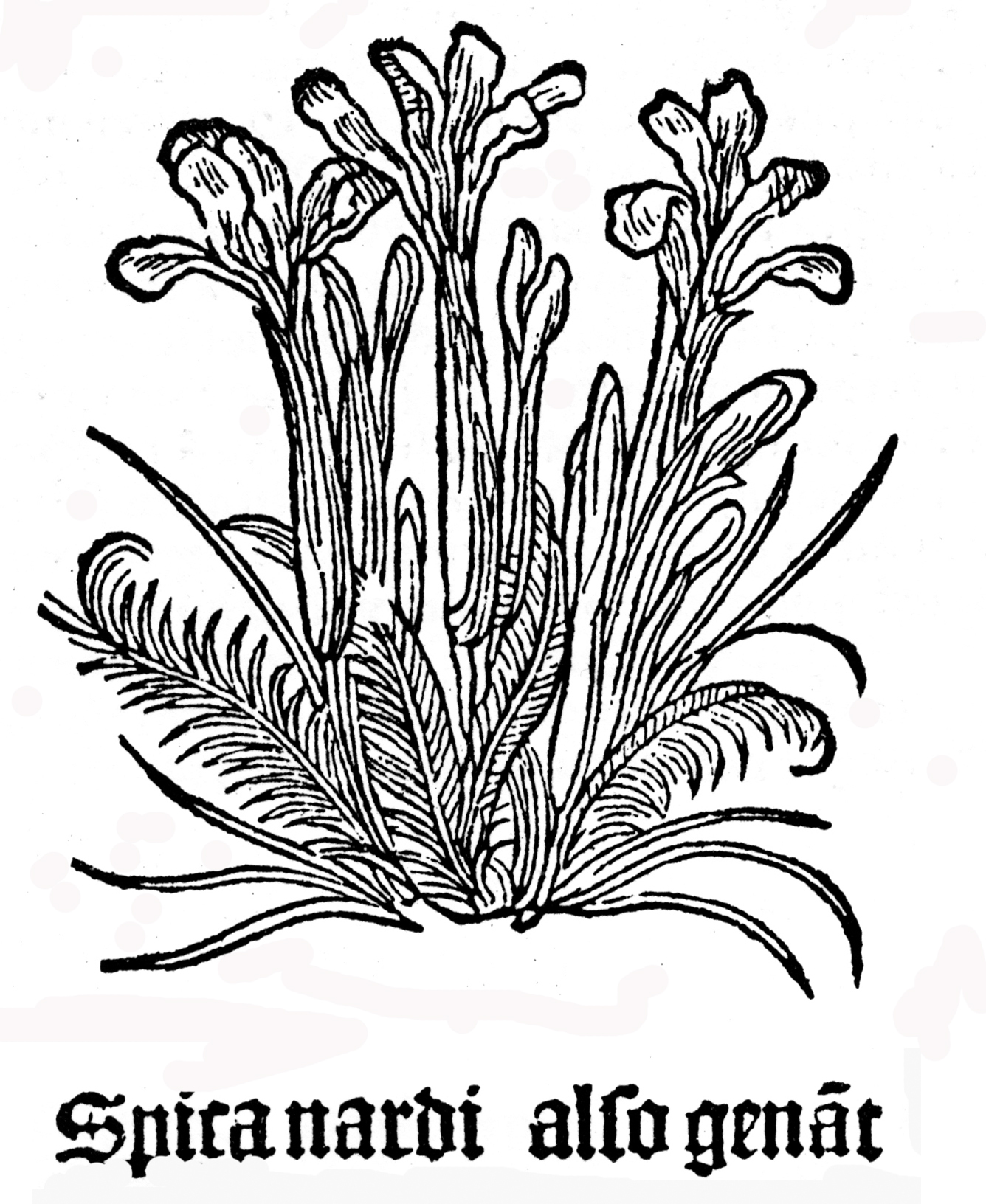
Gart der Gesundheit 1485
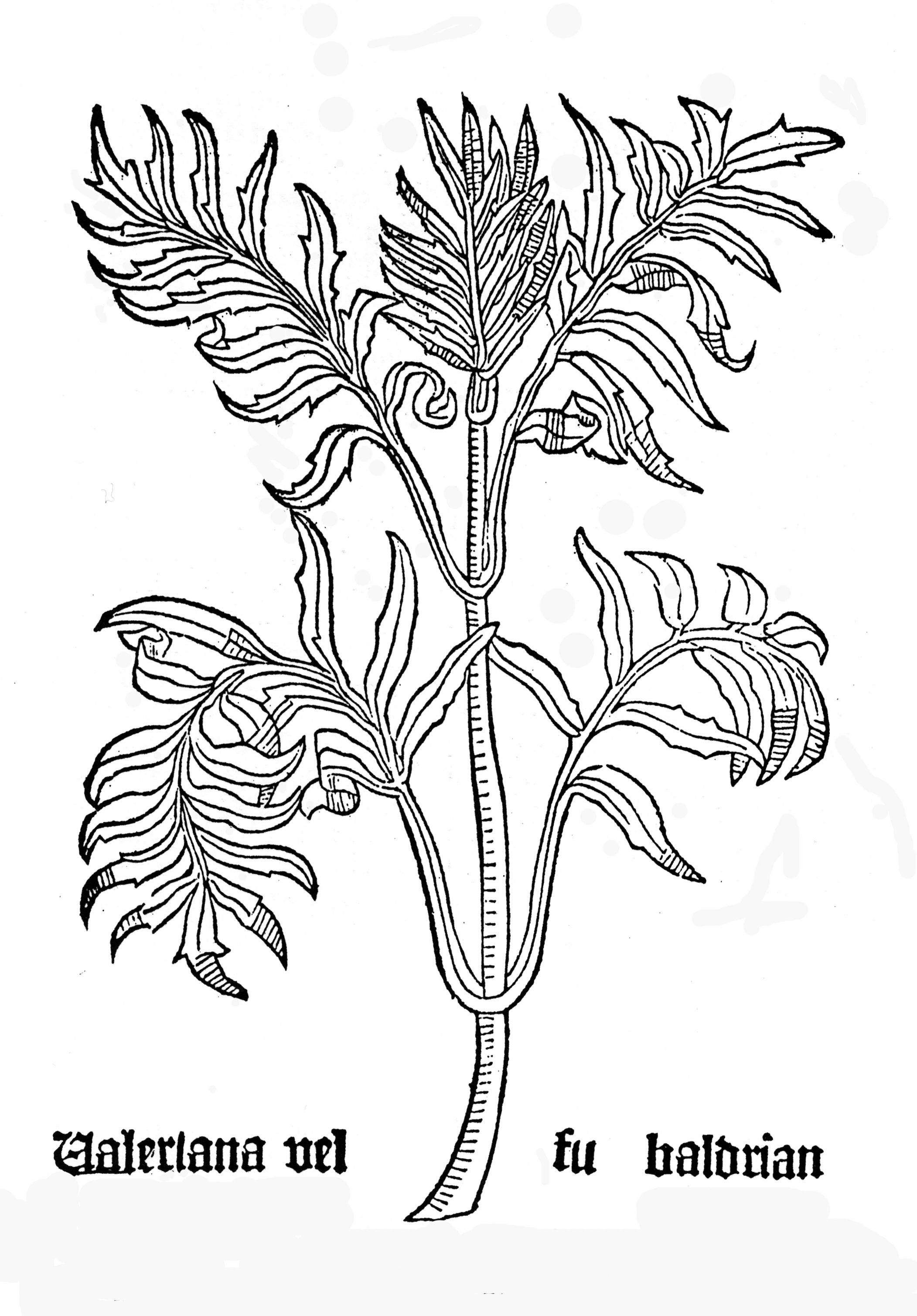
Gart der Gesundheit 1485
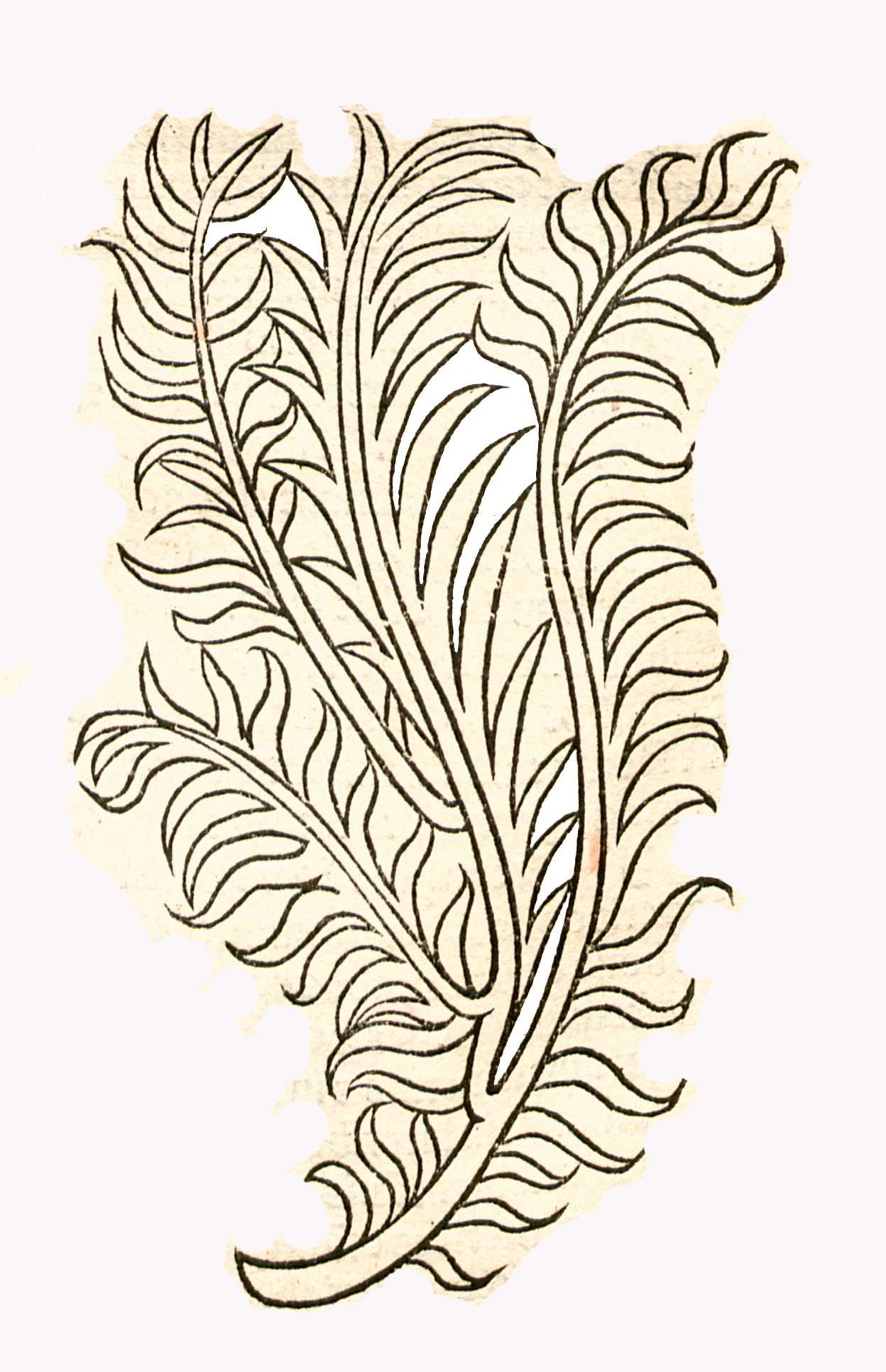
Hortus sanitatis 1491 spica celtica
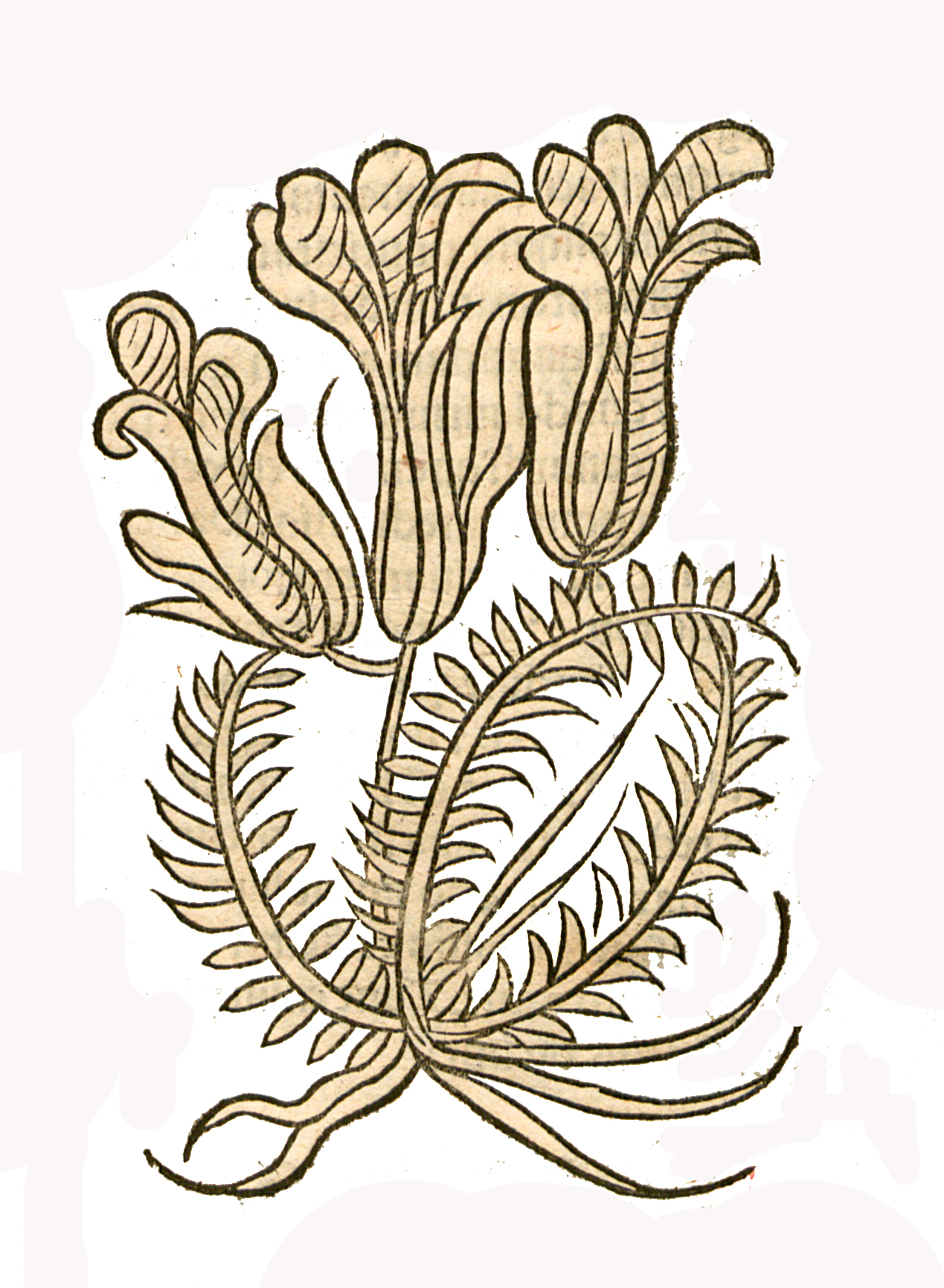
Hortus sanitatis 1491 spica nardus vel nardus
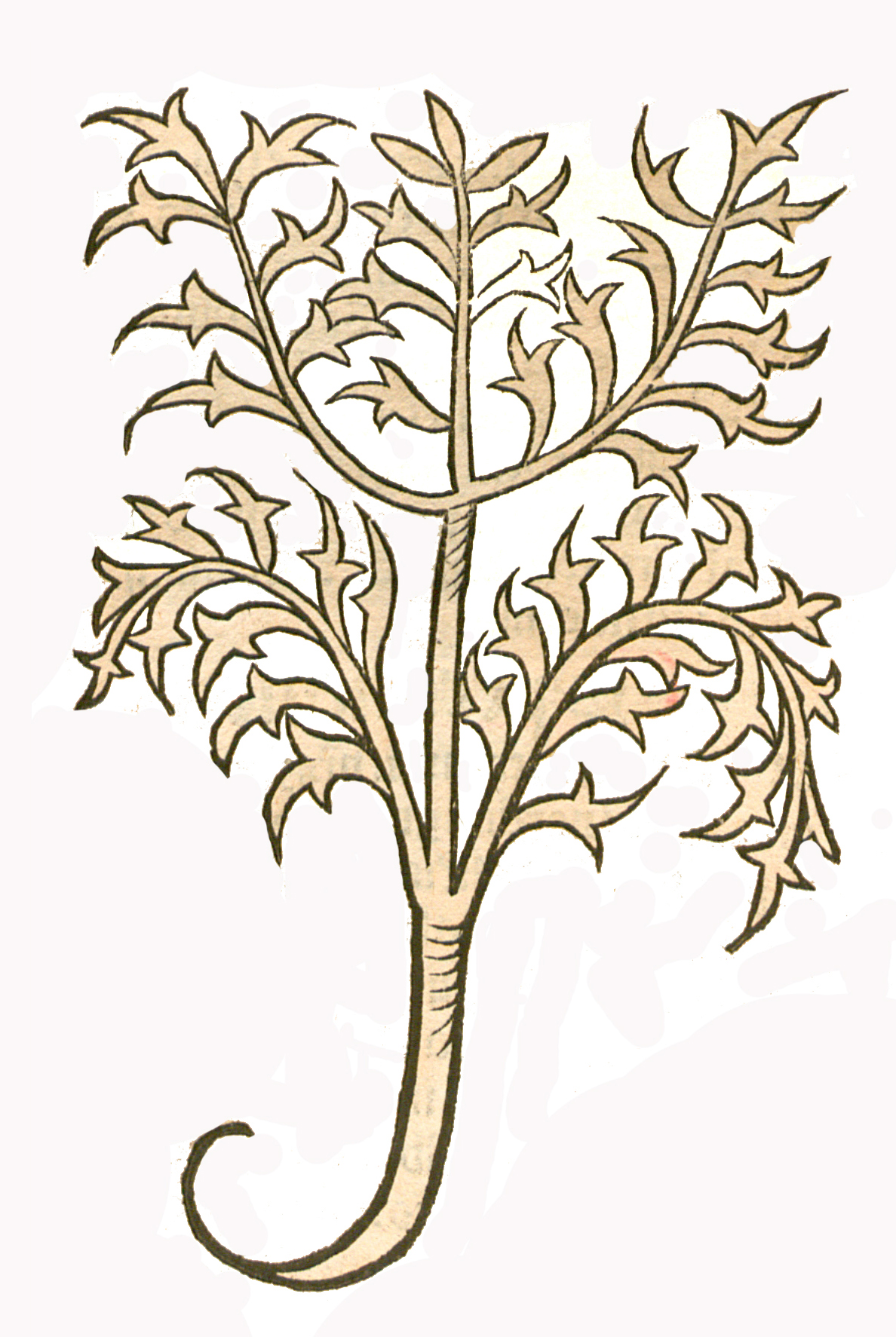
Hortus sanitatis 1491 valeriana
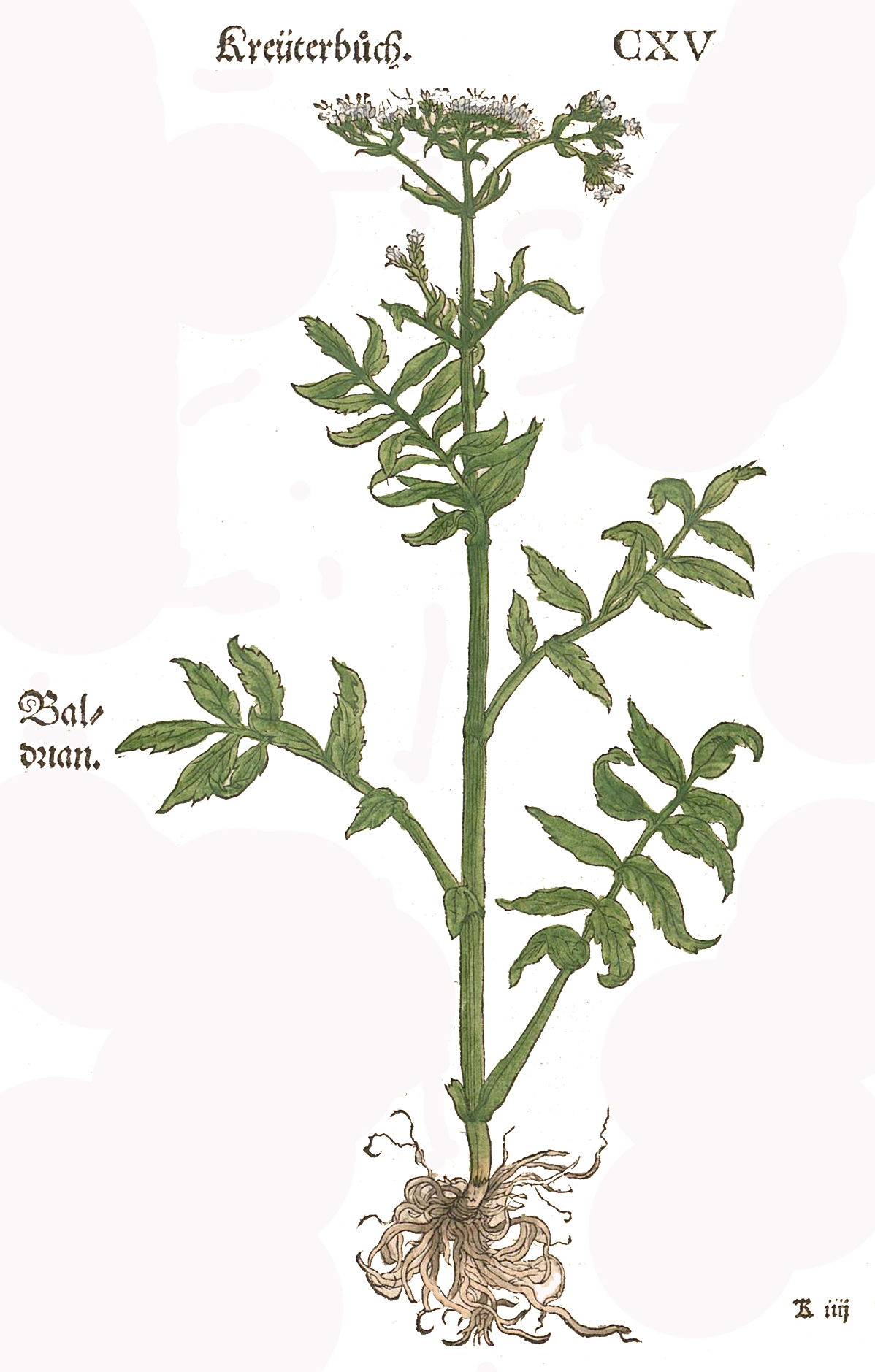
Otto Brunfels 1532 Valeriana officinalis
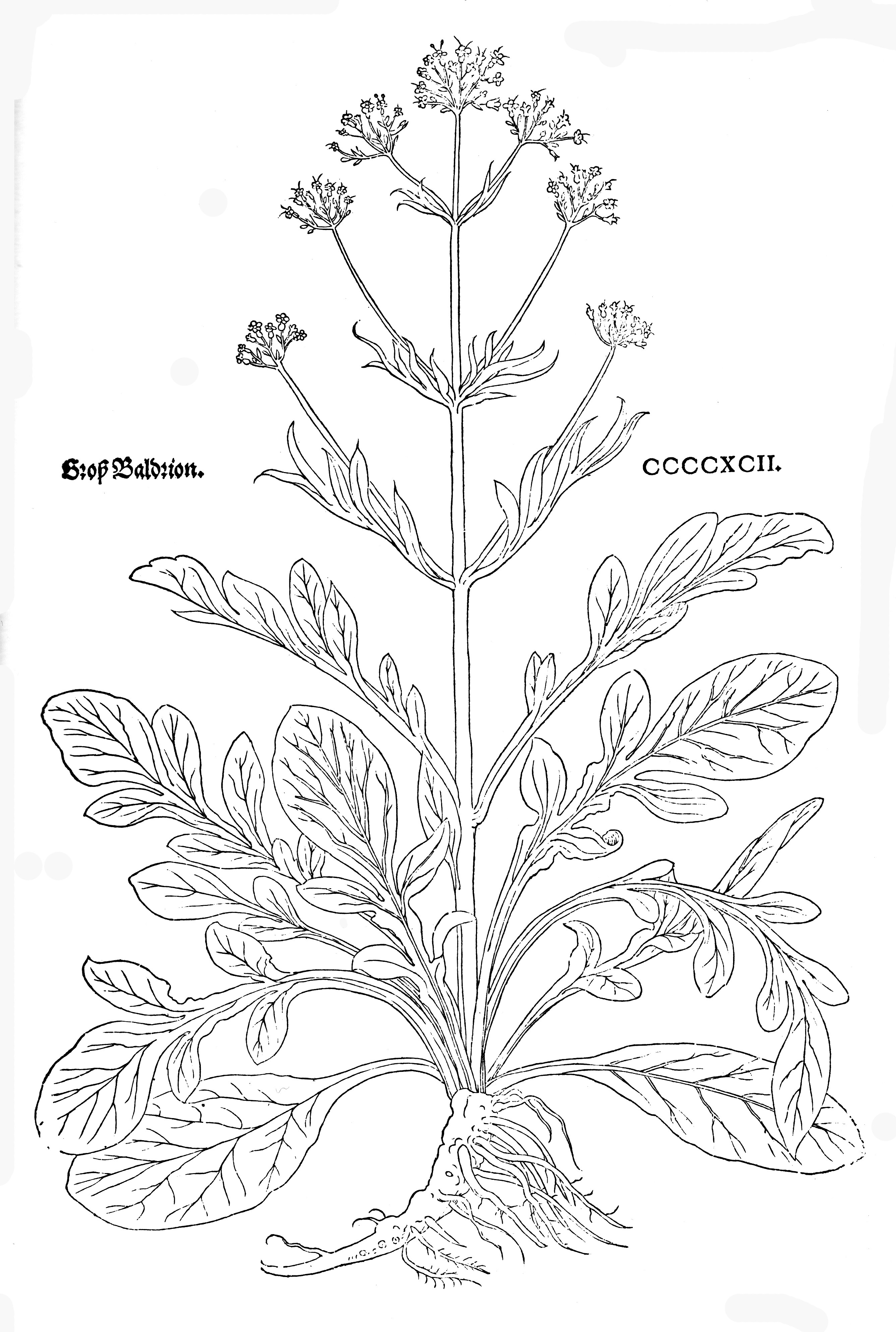
Leonhart Fuchs 1543 Valeriana phu
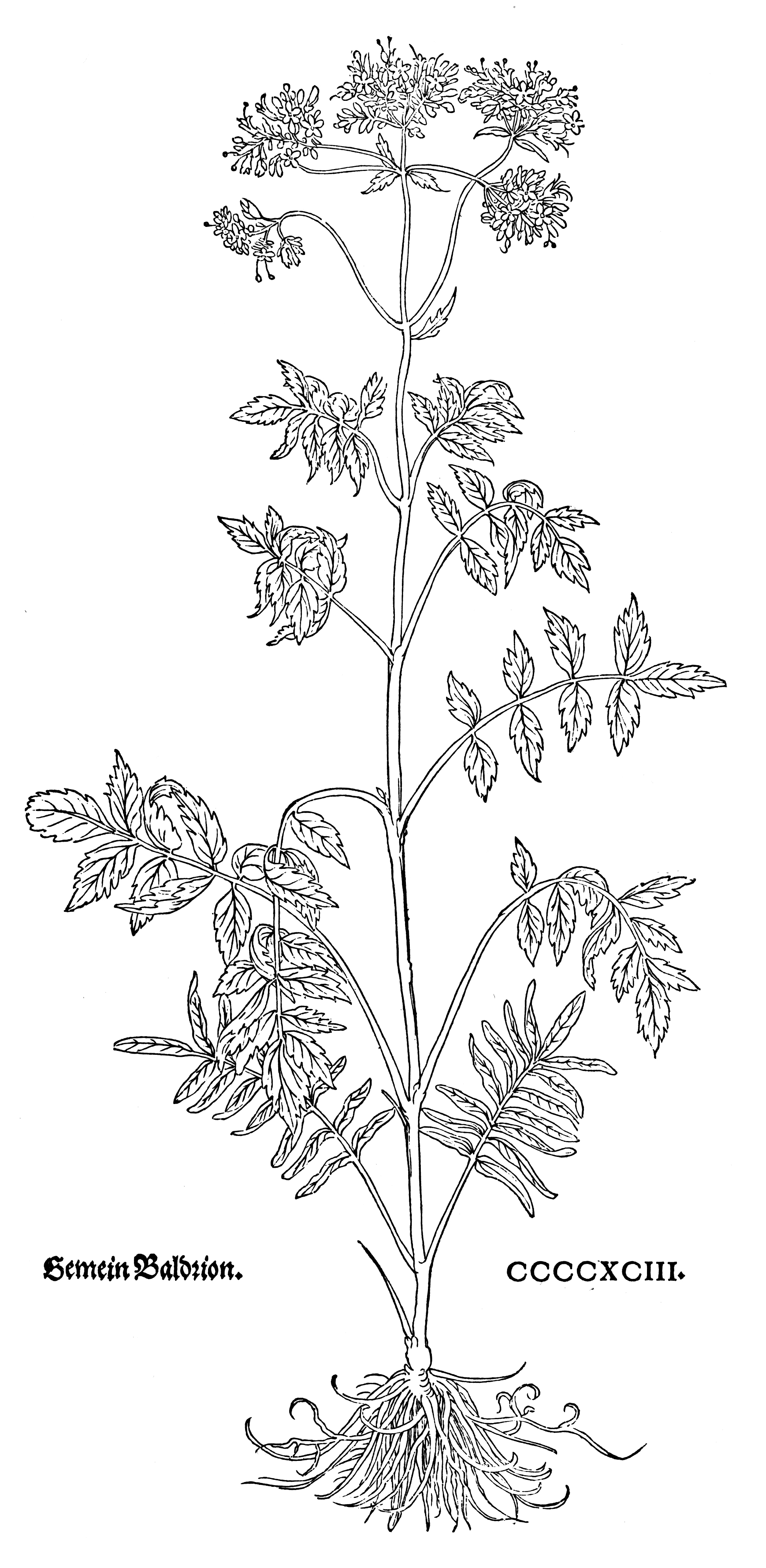
Leonhart Fuchs 1543 Valeriana officinalis
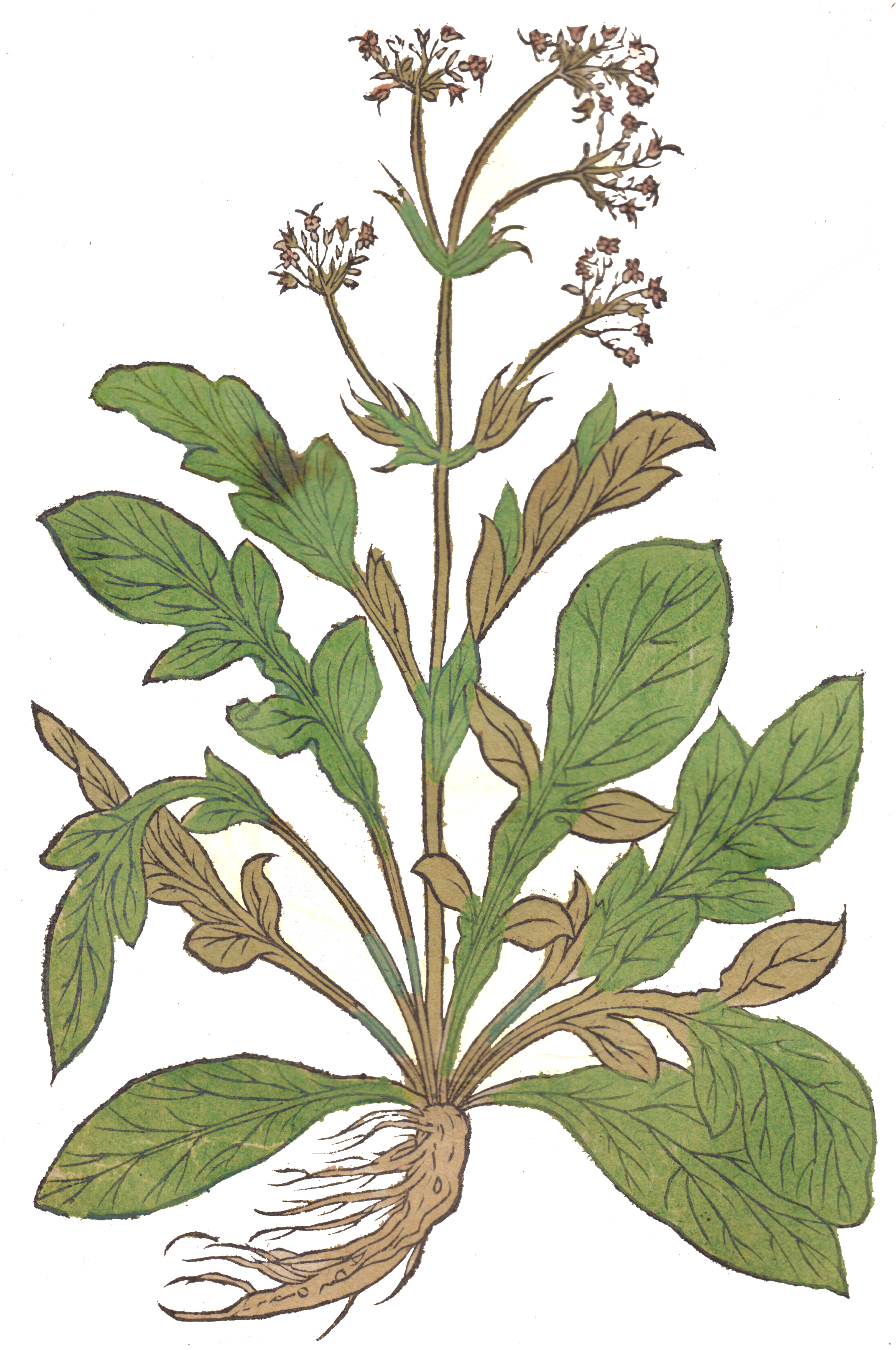
Hieronymus Bock 1539 / 1546 Valeriana phu
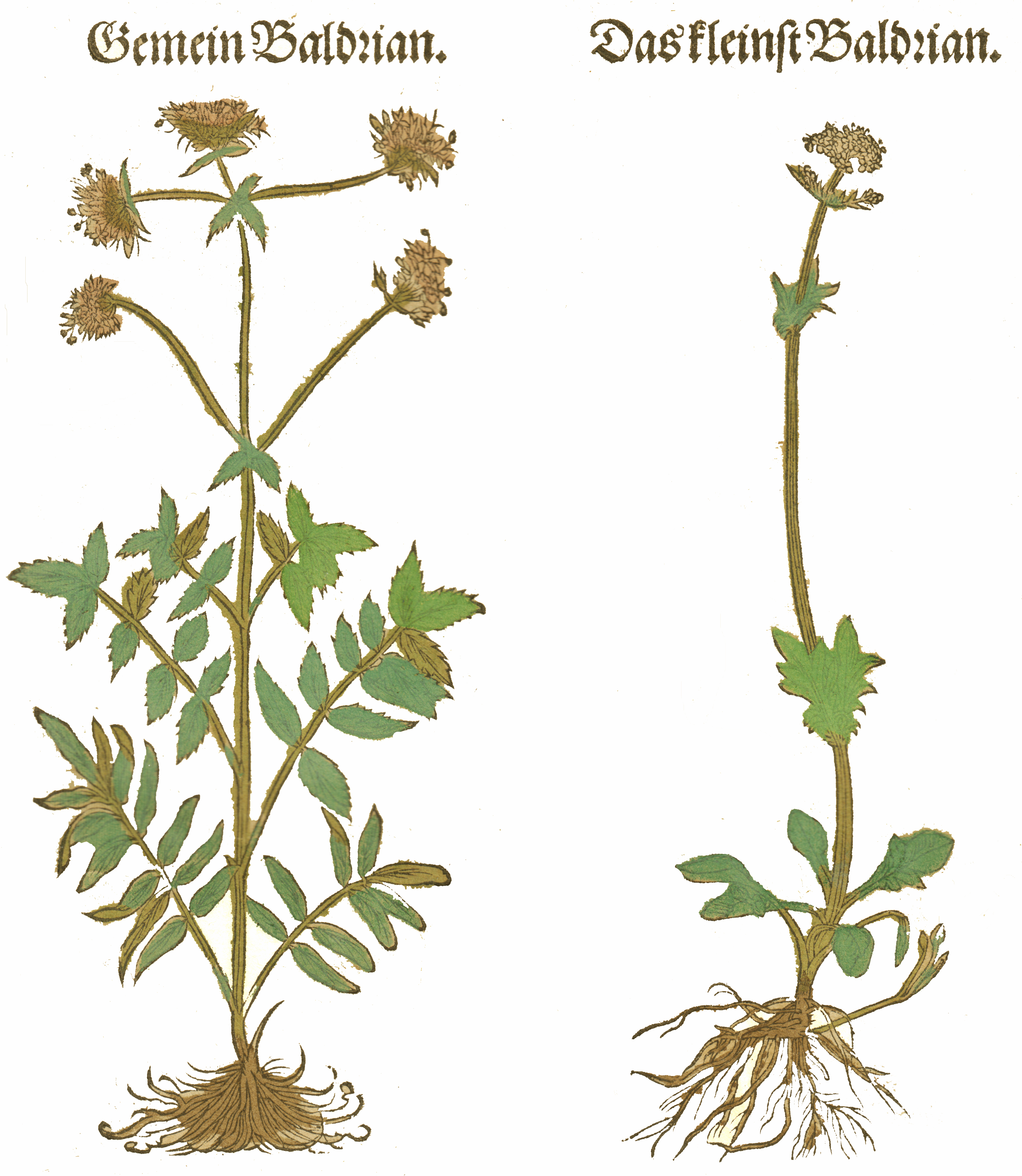
Hieronymus Bock 1539 / 1546 Valeriana off. und Valeriana dioica
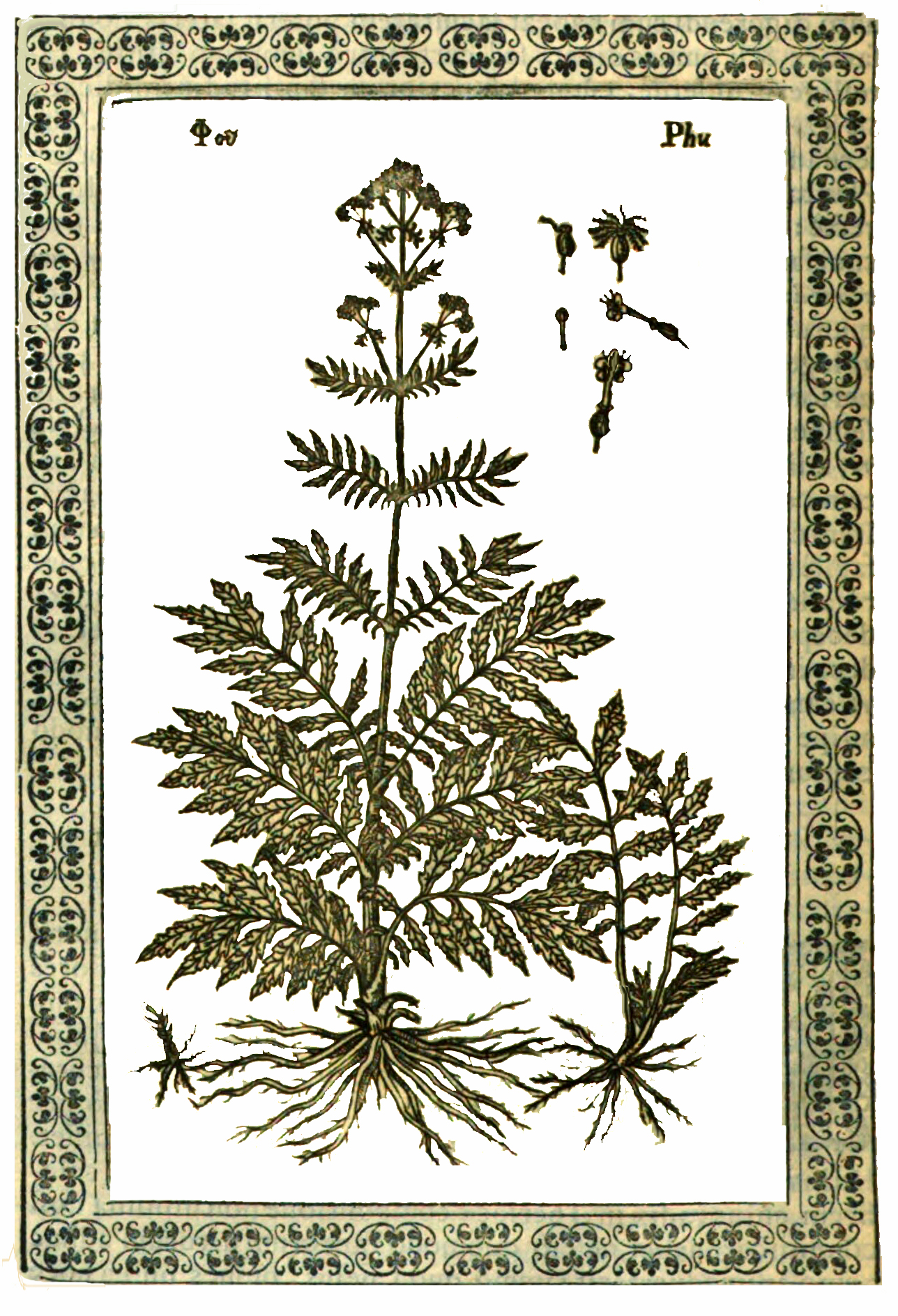
Fabio Colonna 1592